# Rainer Herken
Rainer Herken (* 24. Mai 1945 in Berlin; † 3. November 2005 in Göttingen) war ein deutscher Anatom und Zellbiologe.

## Leben

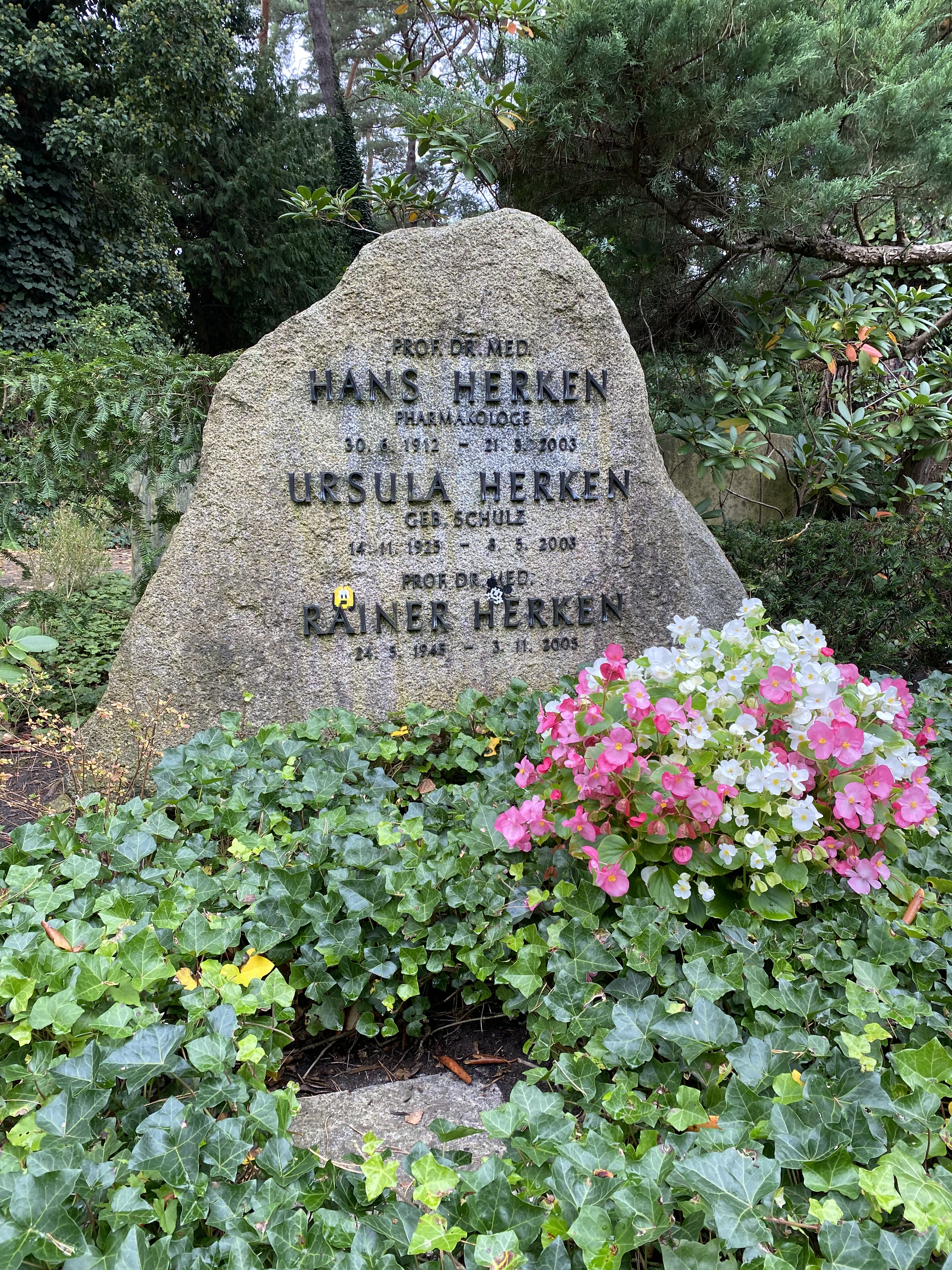
Familiengrabstätte Herken

Rainer Herken wurde 1945 als Sohn des Pharmakologen Hans Herken in Berlin geboren und studierte zunächst zwei Semester lang Physik an der dortigen Technischen Universität. 1966 wechselte er an die Medizinfakultät der Freien Universität Berlin. 1974 erfolgte seine Approbation als Arzt. Anschließend war er Wissenschaftlicher Assistent am Institut für Anatomie der FU Berlin, seit 1976 im Sonderforschungsbereich 29 – embryonale Entwicklung und Differenzierung (Embryonalpharmakologie) an der FU-Berlin. Er beschäftigte sich insbesondere mit der Entstehung von Conterganmissbildungen. Mit der Arbeit Untersuchungen zum Problem des morphogenetischen Einflusses des Blutdrucks auf die Entwicklung der Aortenwand des Huhns wurde Herken 1976 promoviert. 1981 habilitierte er sich für das Fach Anatomie an der Freien Universität Berlin mit der Arbeit Eine lichtmikroskopische, histochemische, autoradiographische und elektronenmikroskopische Untersuchung der embryonalen Entwicklung der Maus vom Zeitpunkt der Mesodermentstehung bis zur Somitenformation. 1982 erhielt Herken einen Ruf auf die Professur für Histologie an die Universität Göttingen.
Herken war bis zu seinem Tod Leiter der Abteilung Histologie sowie geschäftsführender Direktor des Zentrums Anatomie an der Universität Göttingen. Er wurde vor allem bekannt durch seine elektronenmikroskopischen Forschungen zur Struktur der extrazellulären Matrix in Kapillaren des sich entwickelnden zentralen Nervensystems.
Daneben entwickelte er neuartige didaktische Konzepte für den Einsatz sogenannter neuer Medien im studentischen Unterricht und trat auch als Mitautor verschiedener Lehrbücher in Erscheinung. Herken war Aufsichtsratsmitglied der IWF Wissen und Medien gGmbH, dem Leibniz-Institut für Medien in der Wissenschaft. Für den TÜV war Herken als Geschäftsführer des MEDITÜV engagiert, einer Instanz im innerbetrieblichen Gesundheitsschutzes (Arbeitsmedizin – Arbeitssicherheit). Reiner Herken war einer der Autoren für das Standardwerk der medizinischen Literatur „Lehrbuch Vorklinik“. Nicht zuletzt engagierte er sich stark in der akademischen Selbstverwaltung, wo er zuletzt als Mitglied des Senats der Universität Göttingen tätig war.
Rainer Herken verstarb 60-jährig und wurde in der Familiengrabstätte auf dem Berliner Waldfriedhof Dahlem (Feld 014-27) beigesetzt.